# Коростівці
Ко́ростівці — село в Україні, у Жмеринській міській громаді Жмеринського району Вінницької області.

## Розташування
Приміське село Коростівці знаходиться на південний захід від Жмеринки, за 1 км від Могилів-Подільської траси. Сусідні населені пункти — Слобода-Носковецька і Малі Коростівці. До райцентру і автобусної зупинки міського автотранспорту можна дійти пішки. Населення — 551 особа.

## Історія села

### XV—XIX століття
Коростівці існували до першої письмової згадки про нього під назвою «Урочище Хорошовець». За розповідями старожилів, назва села походить від першої хати, збудованої з хворосту посеред лісу. Назва видозмінювалась: хворост-хорошовець → Хворостівці → Коростівці. Власники цих ґрунтів отримали прізвища Хворостівських.
|  | Урочище Хорошовец шляхтичу Данилу пожаловано в грамоте 1448 г. Но первое документальное упоминание о них я нашел в грамоте 1591 г., у которой король Польщи жалует для заселення «на сером корне» урочище Хоростову: Луке, Симону, Федору, Прокопию, Протасию и Иосифу Хворостовским. Грамота как бы вновь жалуемая. Своим содержанием показывает, что они уже обитали на этих грунтах и получили от его имени прозвище. Позже от имени владельцев село називалось Коростовцами. (М. Грушевський) |

Хворостівські володіли ним до кінця XVII ст. У 1739 році було дві сім'ї Хворостівських — Івана і Григорія, одинадцять же інших шляхтичів володіли тут земельними ділянками, придбавши їх від Хворостівських. Іван Хворостівський виступав проти уніатства. З 1739 року землевласники перейменували свої прізвища Хворостівських на Коростівських, а село на Коростівці. Згідно з документами, рід був великий:
|  | От 1448 г. мы имели жалованную грамоту Казимира на пустиню хоровца или хорошовца при впадении какого-то потока в реку Мурахву около Межирова. (М. Грушевський) |

У списку сіл Барського старостатства значаться такі села району: Біликівці, Головченці (Кармалюкове), Молохов (переселений у Северинівку) — 1808 рік, Коростівці, Межирів, Кудівці (Кудіївці), Лопатинці, Петрановці (Ромна), Радзеповци (Рожепи), Сербинівці (Куманівка, Радуловці), Стодульці — 1548—1570 рр.
За люстрацією 1615 року Коростівці належать до сіл, що мають декілька конкурентів на їх володіння, проте у 1669 році називаються запустілим селом.
Села Лопатинці, Коростівці, Мовчани, хутір Майдан Головченецький і в наш час належать до сіл, де проживає значна частина людей католицької віри. Частина села Коростівець носить назву «Варшава». Тут проживають люди, частина яких католики, вони відвідують костьол у м. Жмеринці. Культових будівель у селі немає. У дореволюційний час існували церква, збудована у 1715 році. її закрили, коли у 1935 році в районі закривались культові храми.
У 1891 році відкрито церковно-приходську школу. За історією, у селі крім поміщиків Коростивців було чимало інших землевласників. Народна пам'ять відзначає серед них жорстокого поміщика Ценкеля. Проти нього у 1907 році виступили селяни і підпалили маєток. Організатора Олександра Андрійовича Попадюка було ув'язнено вислано на каторгу, ще шість чоловік засудженно. Після цих подій другий поміщик Брелевич у 1910 році продав свої землі. 150 десятин землі поміщика Кушніровського селяни розділили між собою після Жовтневої революції.
У період масової колективізації земля, тяглова сила, коні, воли, реманент було усуспільнено, все стало колгоспно-кооперативною власністю. Розпаювали її в роки незалежності України, в 2000 році. До 1954 року в селі був місцевий колгосп, потім його і бригади Слобода-Носковецька, Чапаївки приєднали до колгоспу ім. Т. Г. Шевченка с. Северинівки.

### Колгосп «Зоря»
Після роз'єднання бригад у 1982 році утворилось місцеве господарство «Зоря». Тривалий час його очолювала Лідія Гнатівна Щербатюк. Вона заново організувала всі виробничі підрозділи. Придбала необхідну техніку. Частина людей, що працювали у м. Жмеринці, повернулися до села. Був збудований дитячий садок. Його і школу перевели на центральне опалення. За кошти обласної ради збудували 4-квартирний будинок для спеціалістів сільського господарства. Провели асфальтовані дороги до сіл Слобода-Носківецька, Чапаївка.
Колективне господарство мало 2200 га орної землі, дві комплексні бригади — Коростівецька і Слободо-Носківецька. На вирощуванні цукрових буряків працювало два механізованих загони вправних і знаючих механізаторів. Серед них Муляр Павло, він розпушував, сіяв, збирав урожай бурякових коренеплодів комбайном. Діхтярук Віктор Іванович, Бондарчук Павло Самійлович виконували весь комплекс механізованих робіт на цукрових плантаціях. Баран Василь Харитонович готував бурякові сівалки, причіпний інвентар. Дві ланки, по 7-8 жінок кожна, вели ручні просапні роботи (ланкові Підбільська Марія Андріївна і Мельник Віра Іванівна). Механізатори загонів спільно з членами буряківничих ланок вели обробіток цукрових буряків на площі 220 га, отримуючи на глинистих сірих опідзолених ґрунтах врожай від 270 до 320 центнерів буряків з одного гектара землі. Господарство було одним із тих, що мало власну вівцеферму на 600 голів. Завідувачем ферми, одночасно й доглядачем, був Городецький Василь Миколайович. Великої рогатої худоби було 800 голів, з них дійних корів — 350. Попадюк Ксенія Григорівна пропрацювала в колгоспі дояркою 37 років. Її середньорічний удій на фуражну корову склав 2700—2800 л молока. Зараз Ксенія Григорівна перебуває на пенсії за віком. За своє життя виростила без чоловіка трьох дітей, поставити всіх на ноги, одружити, дочекатись восьми онуків, чотирьох правнуків. Надоїла за життя цистерни молока. При цьому зберегла здоров'я, життєвий оптимізм і врівноваженість. Доярки Тодосюк Євгена Андріївна, Сас Надія Філімонівна та інші в житті наслідують Ксенію Григорівну Попадюк. Серед механізаторів відзначився Василь Гордійович Лучко. Він трактором Т-74 щорічно переорював 800 га землі, що належали комплексній бригаді в Слободі-Носковецькій. Його син, Микола Васильович Лучко, пішов слідами батька. Сказане стосується й механізатора широкого профілю Валерія Михайловича Агапова.
Школа була і залишається єдиним культосвітнім центром на селі. У 1959 році збудовано існуюче приміщення школи за кошти місцевого бюджету. Будинок має шість класних кімнат, хімкабінет, кімнату з обслуговуючої праці, майстерню, спортивний зал, шкільну їдальню, бібліотеку, допоміжні приміщення, подвір'я обнесене металевою огорожею. Школа опалюється централізовано.
12 червня 2020 року, відповідно до Розпорядження Кабінету Міністрів України від  № 707-р «Про визначення адміністративних центрів та затвердження територій територіальних громад Вінницької області», увійшло до складу Жмеринської міської громади.
19 липня 2020 року, в результаті адміністративно-територіальної реформи та ліквідації Жмеринського району, село увійшло до складу новоутвореного Жмеринського району.

## Населення

### Мова
Розподіл населення за рідною мовою за даними перепису 2001 року:
| Мова       | Кількість | Відсоток |
| ---------- | --------- | -------- |
| українська | 529       | 96.01%   |
| російська  | 13        | 2.36%    |
| румунська  | 6         | 1.09%    |
| вірменська | 2         | 0.36%    |
| циганська  | 1         | 0.18%    |
| Усього     | 551       | 100%     |

## Відомі люди
Прославив рідне село в роки Німецько-радянської війни Герой Радянського Союзу Данило Петрович Тиквач. Залишок свого життя прожив у м. Одесі.
Найшанованішими людьми в селі є:
- Петро Никифорович Педешко — художник-пейзажист, постійний житель села;
- Володимир Артемович Цілінський — колишній директор Коростівецької школи;
- Лідія Гнатівна Щербатюк — у минулому голова колгоспу «Зоря»;
- Любенко Леонід Олександрович — провідний хірург у лікарні № 10 м. Києва;
- Маланчук Станіслав Васильович — столяр у майстерні колгоспу;
- Бондарчук Анатолій Іванович — столяр;
- Бохенко Віктор Іванович — муляр;
- Журавський Віктор Володимирович — майстер з ремонту побутової техніки.
- Дворянчикова Галина Петрівна- в минулому директор школи.

## Перспективи
Розширення і розвиток села в перспективі залежить від двох основних факторів: як піде реалізація земельної реформи на селі, які форми власності знайдуть своїх прибічників серед селян і приміських жителів, і наскільки м. Жмеринка швидко і якісно відновить свій виробничий потенціал, а ринок праці буде мати потребу в припливі людських ресурсів з оточуючих сіл.